# メルセデスAMG・GT 4ドアクーペ

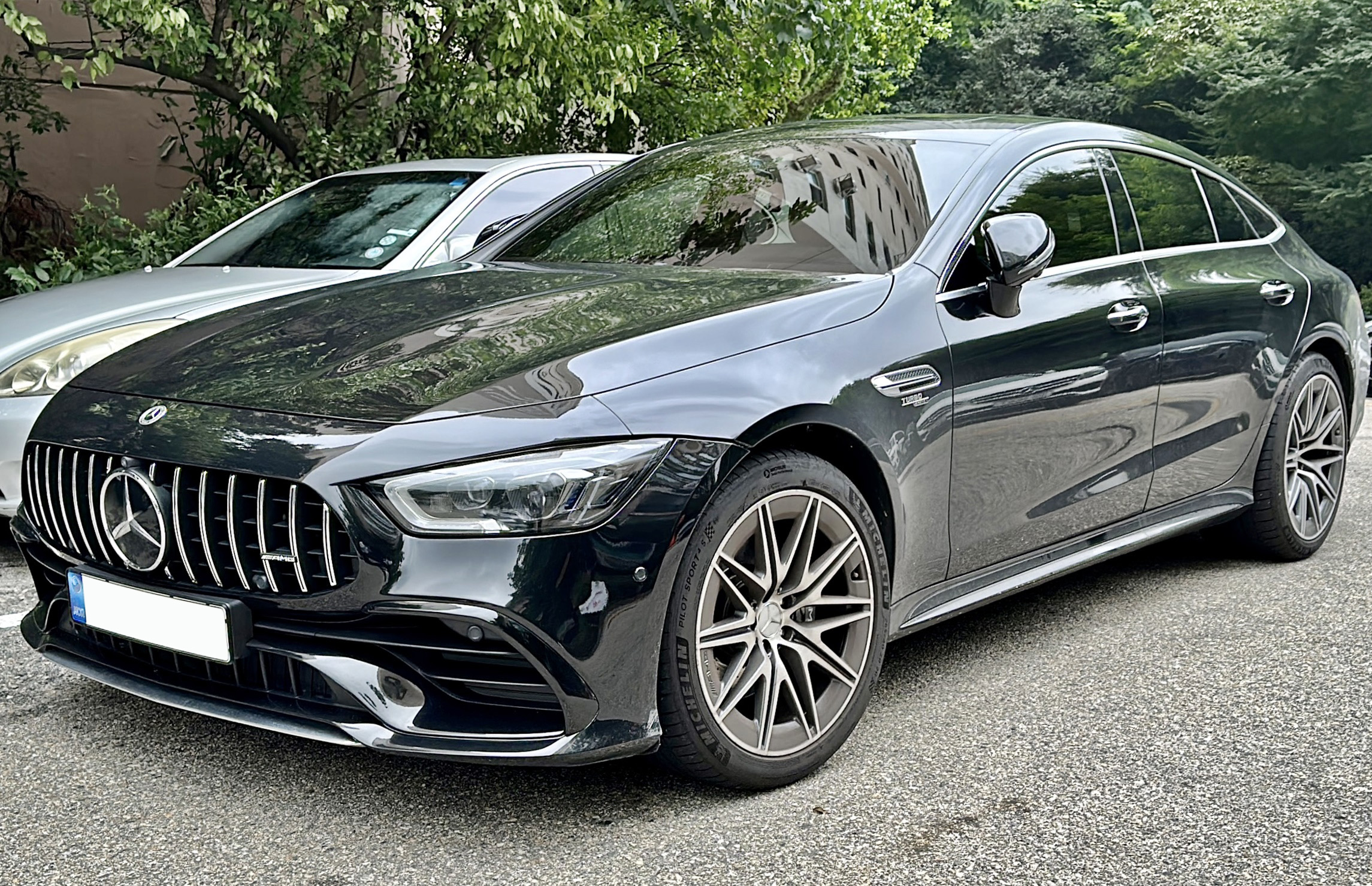
AMG GT 43

メルセデスAMG・GT 4ドアクーペ（Mercedes-AMG GT 4-Door Coupé ）は、ドイツの自動車メーカーであるメルセデス・ベンツ・グループがメルセデス・ベンツのサブブランドであるメルセデスAMGで展開しているEセグメントの高級スポーツカーである。

## 初代 (2019年-) X290
2018年3月のジュネーブショーで発表。

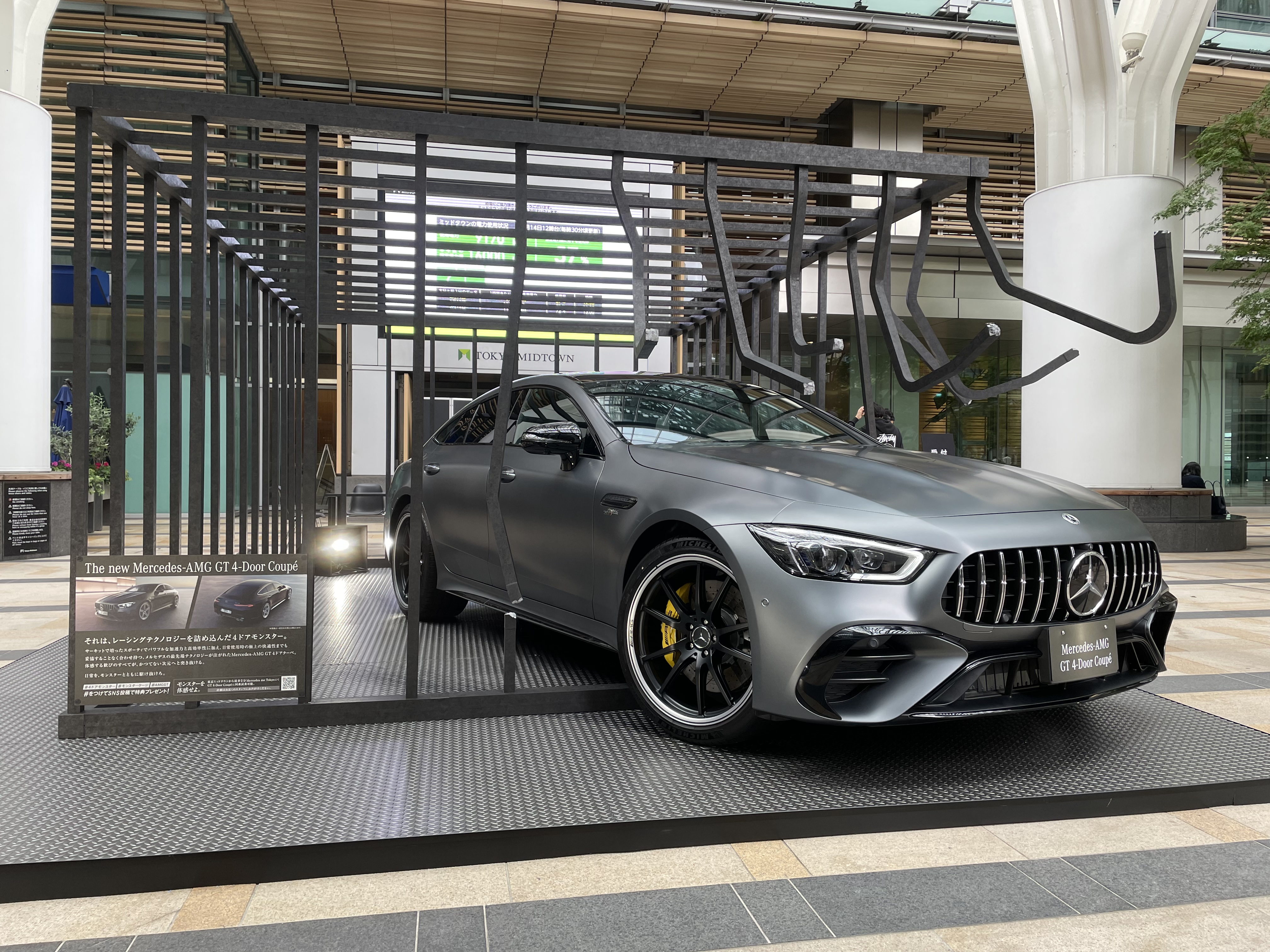
東京ミッドタウンで撮影

「AMG GT53 4MATIC＋」「AMG GT63 4MATIC＋」「AMG GT63 S 4MATIC＋」の３グレードが発表され、「AMG GT53 4MATIC＋」には3.0 L 直6ターボエンジンに加えてモーターアシスト機構付きオルタネーターが搭載され、「AMG GT63 4MATIC＋」「AMG GT63 S 4MATIC＋」には4.0 L V8ツインターボエンジンが搭載された。
2018年9月17日、「AMG GT43 4MATIC＋」が発表され、同年10月2日のパリモーターショー2018においてワールドプレミアされた。
AMG GT63 S 4MATIC＋はニュルブルクリンクでのエグゼクティブカー最速記録をパナメーラターボから奪回し、それまではCクラスステーションワゴンが担ってきたF1でのメルディカルカーとしての役割を引き継ぐなどしている。

### 日本市場での販売
2019年2月14日、発表（納車は同年5月以降）。4ドアクーペでは、AMG 4.0L V8直噴ツインターボエンジンM177型を搭載した「GT 63 S 4MATIC+」 、直列6気筒エンジンM256型にオルタネーターやスターター機能を兼ねた電気モーター「ISG（インテグレーテッド・スターター・ジェネレーター）」を組み合わせた「GT 43 4MATIC+」および「GT 53 4MATIC+」の計3モデルが設定される。また、「GT 63 S 4MATIC+」には発売記念の特別仕様車として、専用ポリッシュ/マットブラックペイント21インチAMGクロススポークホイール（鍛造）や「エアロダイナミックパッケージ」を装備し、内装にイエローステッチを入れたツートーンナッパレザー（マグマグレー&ブラック、フルレザー仕様）やフロアマット、イエローシートベルト、「AMGマットカーボンファイバーインテリアトリム」などを採用した「GT 63 S 4MATIC+ Edition 1」も設定された。
2020年7月17日、一部改良。全モデルに自然対話式音声認識機能を備えた対話型インフォテインメントシステム「MBUX」が標準装備され、ボディカラーに新色の「ハイテックシルバー」が追加された。そのほか、「GT 63 S 4MATIC+」にはレーシングカーにも採用されている軽量・高剛性のカーボンファイバールーフのオプション設定が追加され、ドアミラー下部から照射され、夜間のドアの開閉の際に足元を照らすブランドプロジェクターライトを標準装備。「GT 43 4MATIC+」と「GT 53 4MATIC+」には断熱強化ガラスを採用したパノラミックルーフと前述のブランドプロジェクターライトのオプション設定が追加された。
2022年1月20日、一部改良を発表（同日より予約受付開始、2月頃に納車開始）。AMG RIDE CONTROL+ エアサスペンションが改良され、ホイールのリバウンドで発生するリバウンドダンピングを制御するバルブとホイールが収縮する際に発生するコンプレッションダンピングを制御するバルブの2つの圧力制御バルブをダンパーの外側に追加。これにより、ホイールのリバウンドと収縮のステージをそれぞれ別個での制御が可能となった。また、全モデルにハンドジェスチャーによる操作を可能にするMBUXインテリア・アシスタントや運転に集中しながらメニュー操作を可能にするAMGドライブコントロールスイッチを備えたAMGパフォーマンスステアリングが標準装備された。ボディカラーにはスペクトラルブルーやスペクトラルブルーマグノが追加された。なお、今回の一部改良により「GT 63 S 4MATIC+」が一旦廃止された。
2023年1月11日、特別仕様車「GT 63 S E PERFORMANCE F1 Edition」が発表された。前述した「Meredes-AMG GT 63 S 4MATIC+」に採用されていた4.0 L V型8気筒 ツインターボチャージャーエンジンの177型に、交流同期モーターとAMG自社開発のバッテリーをリアに搭載し、パフォーマンス志向連続トルク可変配分四輪駆動システムの4MATIC+を組み合わせたプラグインハイブリッドモデルとなる。また、AMGエアロダイナミックパッケージ（アジャスタブルリアウイングスポイラー付き）、マットブラックペイント21インチAMG5ツインスポークアルミホイール（鍛造・レッドリムフリンジ付き）、AMGパフォーマンスステアリング（ナッパレザー/DINAMICA・レッドステッチ入り）などが特別装備され、AMGパフォーマンスシート、レッドシートベルト、ガラススライティングルーフを追加装備した。35台の限定販売のため、発表日から1月25日まで専用のWEBサイトで仮予約の申込受付を行い、販売台数以上の申込があった場合には抽選となる。また、納車は2月以降順次となる。
同年6月29日、2022年1月の改良時に一旦廃止されていた「GT 63 S 4MATIC+」を改良の上で約1年5ヶ月ぶりに復活設定。2022年1月20日一部改良モデル同様にAMG RIDE CONTROL+ エアサスペンションの改良やMBUXインテリア・アシスタントとAMGパフォーマンスステアリングが標準装備されたほか、MBUX ARナビゲーションも標準装備された。ボディカラーやインテリアカラーに新色が各4色ずつ追加された。
| グレード                    | 販売期間                           | 排気量  | エンジン                                        | 最高出力・最大トルク | 変速機 | 駆動方式 |
| --------------------------- | ---------------------------------- | ------- | ----------------------------------------------- | -------------------- | ------ | -------- |
| Meredes-AMG GT 63 S 4MATIC+ | 2019年2月 - 2022年1月、2023年6月 - | 3,982cc | M177型 DOHC V型8気筒 ツインターボチャージャー付 | 639PS/91.8kg・m      | 9速AT  | 4WD      |
| Meredes-AMG GT 53 4MATIC+   | 2019年2月 -                        | 2,999cc | M256型 DOHC 直列6気筒 ターボチャージャー付      | 435PS/53.0kg・m      | 9速AT  | 4WD      |
| Meredes-AMG GT 43 4MATIC+   | 2019年11月 -                       | 2,999cc | M256型 DOHC 直列6気筒 ターボチャージャー付      | 367PS/51.0kg・m      | 9速AT  | 4WD      |